# Illés Éva (nyelvész)
Illés Éva Margit (Budapest, 1954. március 1. –) magyar nyelvész. Az Eötvös Loránd Tudományegyetem Bölcsészettudományi Kar Angol–Amerikai Intézet habilitált oktatója, tudományos intézetigazgató-helyettes és az Angol Alkalmazott Nyelvészeti Tanszék vezetője.

## Tanulmányai és oktatói karrier
A Budapesti Fazekas Mihály Gyakorló Általános Iskola és Gimnáziumban érettségizett 1972-ben.
1978 és 1982 között a budapesti Teleki Blanka Gimnázium tanára.
1989-ben jelent meg a Surviving in Britian című könyve. 1999-ben jelent meg az Angliában minden másképp van című könyve Corvina Kft. gondozásában. 2001-ben szerzett doktori címet a Londoni Egyetemen (University of London). Doktori értekezésének címe: The definition of context and its implications for language teaching.
2002 és 2004 között az ELTE Radnóti Miklós Gyakorlóiskola oktatója.
2007-től oktat az Eötvös Loránd Tudományegyetem Bölcsészettudományi Kar Angol-Amerikai Intézet Angol Alkalmazott Nyelvészeti Tanszékén. 2015-ben habilitált. 2012-ben interjú készült vele a 22-ik International Association of Teachers of English as a Foreign Language konferencián. 2020-ban jelent meg az Understanding Context in Language Use and Teaching című könyve.
2021-tól az MTA-ELTE Idegen Nyelvek Oktatása Kutatócsoportjának a tagja.
2022-től az Angol Alkalmazott Nyelvészet Tanszék tanszékvezető helyettese.

## Publikációi
A Google Tudós alapján az alábbi kéziratok a legidézettebbek:
- Illes, E. (2008). What makes a coursebook series stand the test of time? ELT Journal, 63(2), 145–153.[17]

- Illes, E. (2012). Learner autonomy revisited. ELT Journal, 66(4), 505–513.[18]
- Illes, E., & Akcan, S. (2017). Bringing real-life language use into EFL classrooms. ELT Journal, 71(1), 3–12.[19]